# Вороновський Геннадій Кирилович
Гена́дій Кири́лович Вороно́вський  (*1 липня 1944 — 28 травня 2010) — Герой України, голова правління акціонерного товариства «Харківська ТЕЦ-5», доктор технічних наук, професор, член-кореспондент НАН України, завідувач кафедри «Електричні станції» Національного університету «Харківський політехнічний інститут», депутат Харківської обласної ради, член НСНУ.

## Біографічні відомості
Народився 1 червня 1944, за освітою інженер-теплоенергетик та інженер-економіст.
Трудову діяльність почав на Придніпровській ГРЕС, займав ключові керівні посади у виробничих енергетичних об'єднаннях «Дніпренерго», «Одесаенерго».
У 1989 році був призначений першим заступником начальника Головного виробничого управління «Головенерго» в Міністерстві енергетики й електрифікації СРСР. Через два роки залишив Москву й у квітні 1991 року очолив Харківську ТЕЦ-5 (будівництво якої в ті роки ще продовжувалося). У 1992 році створив на ТЕЦ філію кафедри електричних станцій Харківського політехнічного інституту, захистив кандидатську й докторську дисертації.
Геннадій Вороновський заслужений енергетик України, доктор технічних наук, доктор філософії в галузі економіки, професор.
Нагороджений знаками «Відмінник енергетики України», «Почесний енергетик України», «Почесний енергетик СНД». Депутат Харківськоі обласної ради з 1994 року.
У 2003 Геннадій Вороновський захистив докторську дисертацію на тему «Автоматизоване оперативне керування централізованим теплопостачанням в умовах неповної інформації». В 1989–1991 працював першим заступником начальника Головного ВО «Головенерго» Міністерства енергетики та електрифікації СРСР, а з квітня 1991 директором Харківської ТЕЦ-5.
21 серпня 2007 Президент України Віктор Ющенко підписав указ про надання Геннадію Вороновському звання «Герой України» з удостоєнням ордена Держави. Крім того Геннадій Вороновський Заслужений енергетик України та СНД, почесний доктор Національного технічного університету «Харківський політехнічний інститут».